# Víctor Martín (cyclisme)
Pour les articles homonymes, voir Martín et Hernández.
Víctor Martín Hernández, né le 8 avril 1990 à Ávila, est un coureur cycliste espagnol.

## Biographie
De 2009 à 2012, Víctor Martín évolue dans le club Diputación de Ávila. Il court ensuite en 2013 chez Lizarte, alors filiale de la formation World Tour Movistar. Bon grimpeur, il se distingue chez les amateurs espagnols en obtenant plusieurs victoires et diverses places d'honneur, notamment dans des courses par étapes. Il participe également à deux éditions du Tour de l'Avenir.
Il passe finalement professionnel en 2014 au sein de l'équipe continentale Burgos-BH. Son meilleur résultat est une septième place sur le Tour du lac Qinghai. Il n'est pas conservé à l'issue de la saison 2016. 

## Palmarès
- 2010
  - Champion de Castille-et-León sur route
- 2011
  - 2e du championnat d'Espagne sur route espoirs
  - 3e du Mémorial Agustín Sagasti
- 2012
  - Trofeo Ayuntamiento de Zamora
  - 3e étape du Tour de la Bidassoa
  - 2e du Tour de la province de Valence
  - 3e du Tour de la Bidassoa
  - 3e du Tour de Tolède
- 2013
  - 1re étape du Tour de Castellón
  - Bidasoaldeko Saria
  - 2e étape du Tour de Ségovie
  - 2e étape du Tour d'Ávila
  - 3e du Tour de Zamora

## Classements mondiaux
| Année         | 2014 |
| ------------- | ---- |
| UCI Asia Tour | 204e |